# Amanda Young
Amanda Young es uno de los personajes principales de la saga de películas de horror Saw, creada por James Wan y Leigh Whannell.

## Perfil
Amanda es una chica cuya vida está hecha añicos porque el detective Eric Matthews la llevó a prisión con pruebas falsas, acusándola de posesión de drogas. En la cárcel, Amanda comienza a drogarse verdaderamente y continúa haciéndolo incluso después de terminar su estancia allí. Entonces, el asesino Jigsaw la atrapa y la obliga a vivir uno de sus tétricos juegos. Amanda debe abrir el estómago de un hombre vivo para conseguir unas llaves que la liberarán de una máscara que amenaza con destruirle la boca y matarla en un minuto. Amanda lo consigue y huye desesperada a su casa. Allí se encuentra con el asesino Jigsaw, quien la convence explicándole sus métodos y los motivos de sus acciones de que sea su aprendiz y continúe su trabajo cuando él muera.
La primera misión de Amanda es capturar a Adam Stanheight y al Dr. Lawrence Gordon. Lo hace, y al cabo de un rato, junto con su maestro, los encierran en un baño y los atan con cadenas en los pies. En esta misión muestra por primera vez discordancia con las ideas de Jigsaw, primero dejándole en secreto una llave a Adam para que se libere; sin embargo, antes que este sepa de su existencia, la arroja accidentalmente por el drenaje; finalmente, después que Lawrence se amputa el pie y abandonó a Adam a su suerte, ella entra y asfixia al muchacho con una bolsa, mientras esté se golpeaba la cabeza contra una tubería.
Poco después se infiltra como una de las 8 víctimas de la casa de gas, con la misión de sacar vivo de allí a Daniel Matthews, engaña a todos y logra sacar vivo a Daniel; sin embargo, las cosas no salen como ella esperaba. Xavier, uno de los 8 encerrados, la tira a un agujero lleno de jeringuillas, con el propósito de tenderle una trampa, y luego es perseguida por el mismo, hasta la trampa del baño, donde una vez muerto Xavier, droga a Daniel y lo lleva con Jigsaw, vuelve al baño esperando a Eric, cuando este finalmente llega, es atacado por Amanda y, posteriormente, es encadenado en el baño. Amanda lo abandona y una vez saliendo de los túneles subterráneos, Eric, quien consigue escapar rompiéndose el pie, la ataca partiéndole la cara contra una pared, sin embargo Amanda escapa pisándole el pie roto a Matthews.
Algún tiempo después, se encarga de las trampas de Jigsaw, pero en lugar de dar una salida a las mismas, ella se convierte en una asesina; bajo su visión toda la gente es culpable y nadie merece ni logrará la redención, por lo que sabotea los juegos que Jigsaw le encomienda asegurándose que no puedan ser resueltos aun cuando las víctimas logren superar las pruebas impuestas. Es así como logra matar a la Detective Kerry y a Troy, con la ayuda del Detective Hoffman.
Tras el incidente en la casa de gas rescata a un moribundo Jigsaw, quien le ordena que secuestre a varios individuos, entre ellos Jeff y la Dra. Lynn Denlon con la ayuda de Hoffman. Lynn debe operar a Jigsaw para que este pueda vivir hasta que Jeff complete sus pruebas, pero Amanda, llena de celos por la supuesta relación que cree ver entre su mentor y la doctora, tiene una discusión con el anciano, terminando en la muerte de Lynn. Justo en ese momento Jeff, quien había superado su juego, llega revelando Jigsaw que él y la doctora son esposos por lo que dispara a Amanda un tiro en la garganta. Antes de morir es reprendida por Jigsaw, quien le informa que desde el inicio sabía que era una asesina y que era incapaz de llevar la carga del trabajo, por lo que realmente había diseñado el juego de Jeff como una última oportunidad para ella. Finalmente Amanda muere, antes que su mentor.

## Historia

### Saw
La primera apariencia de Amanda era como un personaje menor en la película de Saw 2004. Ella era la única superviviente conocida del Asesino del Puzle (John Kramer), un hombre que rapta a las personas que ve cómo no valoran sus vidas y los fuerza a jugar en trampas de muerte. Su trampa se pinta en una escena retrospectiva, en donde se describe la trampa para ver la reacción del Dr. Lawrence Gordon. Ella se despierta con un dispositivo en su cabeza para rasgar y abrir sus mandíbulas. Se la obliga a matar a un hombre paralizado para conseguir la llave y quitarse el dispositivo. Tapp le cuenta a Gordon que Amanda fue elegida por Jigsaw para ese juego debido al hecho que ella era una drogadicta. Al final de la escena ella reconoce que Jigsaw la ayudó a superar su adicción a las drogas.

### Saw II
Se revela en Saw II que Amanda empezó el uso de drogas en la prisión. Fue sentenciada a prisión tras una falsa acusación del detective Eric Matthews, por un crimen que ella no cometió. Ella aparece casi en toda la película como una de las víctimas de Jigsaw también atrapada en la Casa de Gas Nervioso junto con varias otras personas que Matthews había inculpado, así como el hijo del detective, Daniel. En el final de la película se muestra que Amanda está trabajando con Jigsaw, viéndolo como una figura paterna y estando de acuerdo en hacerse su aprendiz. Amanda experimentó un cambio de pensamiento tras la prueba que se vio en el primer filme, y esto es lo que le llevó a unirse a Jigsaw. Ella sobrevive a la casa de gas de nervioso, con la ayuda de Daniel Matthews con el cual logra matar violentamente Xavier. Cuando el detective Matthews llega a la casa ella lo rapta y rescata a Jigsaw de su custodia. Amanda expresa tendencias vengativas hacia Eric cuando ella le dice que las "mesas se han vuelto" y que ella le hará experimentar lo que es ser encarcelado, cuando ella lo encierra en el baño. Al final Amanda parece que va a ser la sucesora de Jigsaw cuando este muera.

### Saw III
En Saw III se especifica que Amanda había estado trabajando con Jigsaw desde el tiempo de la primera película, y que ella es la secuestradora de Adam Faulkner. Luego se muestra que ella había asfixiado a Adam porque sintió culpa de dejarlo morir lentamente. Las escenas retrospectivas en Saw III también clarificaron que el detective Matthews había escapado de su trampa, y se trenzó en una lucha con Amanda para saber el paradero de su hijo. Amanda tuvo éxito derrotándolo, y Matthews quedó en el suelo dolorido.

En la tercera película también nos muestra Amanda ignora el modus operandi de Jigsaw creando trampas mortales sin tener en cuenta si sus víctimas resuelven la prueba correctamente. John Kramer, agonizante decide poner a Amanda a prueba, para ver si todavía es capaz de continuar su trabajo. La hace trabajar con la Dra. Lynn Denlon para mantenerlo vivo mientras él vigila las pruebas de Jeff Reinhart. Durante la película, Amanda actúa abusivamente hacia Lynn, celosa de la atención que está recibiendo (eso aparenta pero no es por eso, sino porque en Saw VI se revela que ella tuvo que ver en la muerte de su hijo, Gideon, y el detective Mark Hoffman la chantajeá con decírselo a John si no mataba a Lynn) de Jigsaw, incluso tiene una lucha en un momento dado con ella. En una parte, Amanda descubre que una carta fue dirigida hacia su persona, y al leer su contenido (qué es desconocido al espectador, pero resulta ser una amenaza de Hoffman), ella se enfurece y lamenta. Después de oír a John inconscientemente profesar su amor por Lynn durante la cirugía (cuando de hecho él deliraba y pensaba que estaba con su exesposa, Jill) ella se niega a quitar el "Cuello de la Escopeta de caza" de Lynn que la matará si el pulso de Jigsaw deja de latir o escapaba. Amanda discute acaloradamente sobre la ética de John con él y no quiere obedecerlo en soltar a Lynn. Al final una Amanda desequilibrada emocionalmente le dispara a Lynn, Jeff que había terminado su prueba aparece y dispara a Amanda fatalmente en el cuello. Cuando ella se está muriendo, Jigsaw entristecido le explica la naturaleza de su prueba revelándole que Lynn y Jeff eran marido y mujer. El expresa la desilusión a ella sobre sus acciones de no darles ninguna oportunidad a sus víctimas para aprender de la experiencia, antes de morir desangrada.

### Saw IV
Durante Saw IV la policía sospecha que Amanda no pudo colocar el cuerpo del Kerry ella sola en la trampa porque era muy pesado, entonces creen que otro cómplice la está ayudando a ella y a Jigsaw (no se conoce todavía cómo la policía supo que Amanda era una cómplice de John, y como ellos no eran conscientes de este hecho mientras investigaban la trampa de Troy, que se encontró días antes que el cuerpo de Kerry). Se descubre que los eventos de Saw III y Saw IV ocurrieron al mismo tiempo. En esta cuarta parte el cadáver de Amanda cubierto de sangre es encontrado por el Agente Peter Strahm en la sala de operaciones provisional sólo momentos después de su muerte. Se revela después que Hoffman, el segundo aprendiz de Jigsaw, escribió la carta que perturba a Amanda en la película anterior.

### Saw V
En Saw V solo se la puede ver como cadáver cuando el agente Strahm mata a Jeff Reinhart, y cuando John le da una carpeta a Hoffman acerca de un nuevo juego ella entra a la habitación con Lynn esta última atada en silla de ruedas. Además aparece tirada en el suelo (aunque no se ve su rostro) mientras John y Hoffman preparan la prueba de la casa (Saw II).

### Saw VI
En Saw VI, un flashback revela que Amanda, desesperada por drogas, manda a Cecil a la clínica de Jill para robarlas. Ella consecuentemente causa el aborto de Gideon en Saw IV.
Es también revelado que luego de que Amanda sobrevivió su prueba en Saw I, John le muestra a Amanda a Jill para probarle a Jill que su método de rehabilitación era el único que funcionaba. Se especula que Amanda había sido una paciente en la clínica de Jill y que Jill había perdido las esperanzas en su rehabilitación. Amanda le dice a Jill que los métodos de John la habían ayudado. Jill le creyó y terminó convirtiéndose en una especie de cómplice de Jigsaw.
Amanda aparece en un flashback con John y Hoffman mientras ponen a Timothy Young en su trampa. Es revelado que Amanda y Hoffman, aunque ambos eran aprendices de Jigsaw, mantenían una rivalidad muy competitiva y tensa. Amanda abiertamente expresa sus dudas sobre las habilidades de Hoffman para preparar correctamente las trampas, resaltando que ella piensa que Hoffman sólo sirve para "cargas pesadas". Hoffman en tanto, expresa su disgusto hacia ella, diciendo que él era el único que verdaderamente valoraba su vida (mostrando las cicatrices en las muñecas que Amanda tenía). Amanda también cuestiona que Hoffman debería ser puesto en una prueba, ya que ella ya había pasado la suya. El apego emocional de Amanda hacia Jigsaw se muestra en mayor nivel. Amanda aparece rara e incómoda cuando ella y John se encuentran con Jill mientras salían del cuarto de la trampa. Se confirma también que la figura con la máscara de cerdo que secuestra a Lynn en Saw III era Amanda.
Otro flashback revela que Hoffman había planeado sabotear la última trampa de Amanda en Saw III. Hoffman, sabiendo sobre la culpa de Amanda en el aborto de Jill, chantajea a Amanda para que mate a Lynn Denlon en Saw III a través de la carta que le deja en Saw IV. En la carta, Hoffman le dice a Amanda que le informaría a John sobre el papel indirecto de Amanda en el incidente. Presionada por no decepcionar a su mentor, Amanda hace caso a las amenazas de Hoffman y le dispara a Lynn. Esto resulta en que Amanda falla la prueba final que Jigsaw tenía para ella, así como su muerte a manos de Jeff. Ella aparece en una escena después de los créditos finales en la versión Unrated del DVD, en el que se aproxima a la celda de Corbett Reinhart y le dice que no confíe en "quien la salve" (Mark Hoffman).

## Otros medios
Saw (Videojuego)
Amanda aparece en una trampa de Saw the videogame debido a que se seguía drogando en secreto, en el juego ella tenía que ser ayudada por Tapp.
Dead by Daylight (Videojuego)
En enero de 2018, Amanda se convirtió en un asesino jugable del juego conocida como «Pigsaw» (La Cerda).

## Actriz
Shawnee Smith es la encargada de darle vida a Amanda en las siete películas de la saga.

## Apariciones
- Saw
- Saw II
- Saw III
- Saw IV (cadáver)
- Saw V (cadáver y flashback)
- Saw VI (flashback)
- Saw VII 3D (flashback)
- Saw X

- Datos: Q581031